# М-Сити
М-Сити — белорусская команда по пляжному футболу и футзалу из города Мозырь. Команда создана в 2011 году.

## Прежние названия
- «Славия» — 2011 год
- «АРЗ—Мозырь» — 2012—2013 годы
- «М—Сити» — с 2014 года

## Достижения

### Пляжный футбол
Чемпионат Белоруссии
- Бронзовый призёр: 2013

 Кубок Белоруссии
- Серебряный призёр: 2014
- Бронзовый призёр: 2013

 Суперкубок Белоруссии
- Финалист Суперкубка Беларуси: 2015
- Обладатель Суперкубка Беларуси 2017

### Футзал
Чемпионат Белоруссии
- 7 место: 2014/2015[1]